# Mezquita de las Dos Quiblas
La Mezquita de las Dos Quiblas  (en somalí: Masjidka Labada Qibla; en árabe : مَـسْـجِـد الْـقِـبْـلَـتَـيْـن, Masjid al-Qiblatayn) es una mezquita en Zeila, en la occidental de región de Awdal en Somalia.

## Descripción e historia
La mezquita fue construida en el siglo VII EC, poco después de la hégira, la migración de los primeros seguidores del profeta Mahoma a Abisinia. Ahora en su mayoría en ruinas, es una de las mezquitas más antiguas de África y del mundo, y contiene la tumba del jeque Babu Dena. El nombre de la mezquita ("de las dos quiblas") hace referencia a sus dos mihrabs: uno orientado al norte hacia La Meca y el otro al noroeste hacia Jerusalén.
La construcción de esta mezquita está ligada a la historia del Islam en Somalia . La mezquita es conocida como el lugar donde los primeros compañeros (sahaba) del profeta Mahoma establecieron una mezquita poco después de la primera migración a Abisinia.